# Ellinoróson
Ellinoróson (en grec moderne : Ελληνορώσων) est un quartier d'Athènes, en Grèce. Il est  essentiellement résidentiel et est une extension d'Ambelókipi. À l'origine, ce quartier accueille les grecs réfugiés de Russie, ce qu'indique le nom du quartier.

## Source
- (el) Cet article est partiellement ou en totalité issu de l’article de Wikipédia en grec moderne intitulé « Ελληνορώσων » (voir la liste des auteurs).